# Cidariplura gladiatella
Cidariplura gladiatella là một loài bướm đêm trong họ Noctuidae.